# Yosra Mahnouch
Yosra Mahnouch (arabe : يسرا محنوش), née le 26 août 1987, est une chanteuse tunisienne.

## Carrière
Elle participe en 2007 à la quatrième saison de l'émission SuperStar, diffusée sur la chaîne libanaise Future TV, et termine à la troisième place. Cinq ans plus tard, elle participe à la première saison de l'émission The Voice Ahla Sawt diffusée sur MBC 1, intégrant l'équipe de Kadhem Saher et terminant à la deuxième place du concours.
En 2015, elle est élue meilleure chanteuse arabe de l'année à l'issue d'un sondage initié par Mosaïque FM.
Son concert en août 2016 clôt la 52e édition du Festival international de Carthage. Elle clôt également le Festival international de Bizerte en août 2017.